# Ataenius australasiae
Ataenius australasiae är en skalbaggsart som beskrevs av Karl Henrik Boheman 1858. Ataenius australasiae ingår i släktet Ataenius och familjen Aphodiidae. Inga underarter finns listade.